# Tobogan als Jocs Olímpics d'hivern de 2018
El tobogan als Jocs Olímpics d'Hivern de 2018 es va disputar a Pyeongchang (Corea del Sud) del 15 al 17 de febrer de 2018.

## Horari de competició
Aquest és el calendari de les proves.
Tots els horaris són en (UTC+9).
| Data         | Hora  | Prova               |
| ------------ | ----- | ------------------- |
| 15 de febrer | 10:00 | Homes, curses 1 i 2 |
| 16 de febrer | 09:30 | Homes, curses 3 i 4 |
| 16 de febrer | 20:20 | Dones, curses 1 i 2 |
| 17 de febrer | 20:20 | Dones, curses 3 i 4 |

## Participants
Un total de 50 atletes de 24 nacions participaren en les proves. Set països participen en proves de tobogan per primera vegada en la història: Bèlgica, Xina, Ghana, Jamaica, Països Baixos, Nigèria i Ucraïna.
- Alemanya (6)
- Atletes Olímpics de Rússia (2)
- Austràlia (2)
- Àustria (2)
- Bèlgica (1)
- Canadà (6)
- Corea del Sud (3)
- Espanya (1)
- Estats Units (4)
- Ghana (1)
- Israel (1)
- Itàlia (1)
- Jamaica (1)
- Japó (3)
- Letònia (3)
- Nigèria (1)
- Nova Zelanda (1)
- Noruega (1)
- Països Baixos (1)
- Regne Unit (4)
- Romania (2)
- Suïssa (1)
- Ucraïna (1)
- R.P. de la Xina (1)

## Qualificació
Un màxim de 50 atletes poden competir en tobogan en els jocs, 30 homes i 20 dones. La qualificació es basa en la classificació mundial obtinguda e14 de gener de 2018.

## Medaller
| Pos.  | País                       | Or | Plata | Bronze | Total |
| 1     | Regne Unit                 | 1  | 0     | 2      | 3     |
| 2     | Corea del Sud              | 1  | 0     | 0      | 1     |
| 3     | Alemanya                   | 0  | 1     | 0      | 1     |
| 3     | Atletes Olímpics de Rússia | 0  | 1     | 0      | 1     |
| Total | Total                      | 2  | 2     | 2      | 6     |

## Medallistes

### Homes
| Event           | Or                           | Plata                                      | Bronze                       |
| Tobogan detalls | Yun Sung-bin · Corea del Sud | Nikita Tregubov Atletes Olímpics de Rússia | Dominic Parsons · Regne Unit |

### Dones
| Event           | Or                         | Plata                         | Bronze                  |
| Tobogan detalls | Lizzy Yarnold · Regne Unit | Jacqueline Lölling · Alemanya | Laura Deas · Regne Unit |